# Walter Strauss (Mediziner)
Walter Strauss (* 11. Januar 1895 in Berlin; † 1990) war ein deutsch-jüdischer Mediziner sowie nach seiner Emigration Professor an der Hebräischen Universität in Jerusalem.

## Familie
Walter Strauss war ein Sohn des Kaufmanns Moritz Strauss (1860–1946) und seiner Ehefrau Elisabeth Strauss, geborene Ferber (1873–1940). Sein Bruder war der  Schriftsteller Georg Strauss.

## Beruflicher Werdegang
Walter Strauss arbeitete von 1920 bis 1933 als Assistent am Hygienischen Institut der 
Friedrich-Wilhelms-Universität in Berlin. Nach seiner Habilitation lehrte er seit 1926 als Privatdozent an der Universität. 1932 wurde er zum nichtbeamteten außerordentlichen Professor für Bakteriologie und Hygiene an der Universität Berlin ernannt. Im September 1933 wurde ihm als Jude die Lehrbefugnis entzogen. Strauss emigrierte 1937 nach Palästina, wo er zunächst in einem Kibbuz arbeitete. Von 1939 bis 1948 war er Direktor des Hadassah-Hospitals in Jerusalem. Von 1950 bis 1963 war er Professor an der Hebräischen Universität in Jerusalem.

## Veröffentlichungen
Aufsätze und Vorträge
- 1922: Versuche über beim Sprechen verschleuderte Tröpfchen. In: Zeitschrift für Hygiene und Infektionskrankheiten, Bd. 96, Heft 1, S. 27–47.
- 1922: Zur Frage der Virulenzsteigerung säurefester Saprophyten durch Tierpassagen. In: Zeitschrift für Hygiene und Infektionskrankheiten, 98 S. (S. 243–272)
- 1923: W. Strauss, W. Liese: Untersuchungen zur Wertung einiger neuer Sputumdesinfektionsverfahren. In: Zeitschrift für Hygiene und Infektionskrankheiten, 99 S. (S. 245–253)
- 1926: Untersuchungen zur Frage der Tröpfchenverstreuung mittels des d'Herelleschen Lysats. In: Zeitschrift für Hygiene und Infektionskrankheiten, 107 S. (S. 552–559)
- 1927: Grundlagen für eine neue Methode der Ermüdungsmessung. In: Zeitschrift für Hygiene und Infektionskrankheiten, 110 S. (S. 56–101)
- 1929: Walter Strauss, Carl Müller: Vergleichende Untersuchungen über insensible Wasserabgabe von der Haut im Tiefland und Hochgebirge. In: Zeitschrift für Hygiene und Infektionskrankheiten, 107 S. (S. 413–426)[6]
- 1930: Erwiderung.[7]
- 1932: W. Strauss, S. Schwarz: Die Wirkung abgestufter Windgeschwindigkeiten auf die Hauttemperatur des ruhenden Menschen bei verschiedenen Temperatur- und Feuchtigkeitsgraden der Luft. In: Zeitschrift für Hygiene und Infektionskrankheiten, 114 S. (S. 42–64)
- 1933: Zur Physiologie des Arbeitsklimas.[8]